# Favel
Établissements Favel, Fabrication de Véhicules Automobiles Électriques Légers war ein französischer Hersteller von Automobilen.

## Unternehmensgeschichte
Das Unternehmen hatte seinen Firmensitz an der Avenue du Prado 132 in Marseille. 1941 begann die Produktion von Automobilen. Der Markenname lautete Favel. 1944 endete die Produktion. Der Vertrieb war auf den Großraum Marseille beschränkt.

## Fahrzeuge
Das Unternehmen stellte Elektroautos her. Für den Antrieb sorgte ein Elektromotor. Im Angebot standen ein Coupé mit aerodynamischer Karosserie und Platz für fünf Personen sowie ein Lieferwagen.